# 1648 Shajna
1648 Shajna eller 1935 RF är en asteroid i huvudbältet, som upptäcktes den 5 september 1935 av den ryska astronomen Pelageja Sjajn vid Simeizobservatoriet på Krim. Den har fått sitt namn efter sin upptäckare och hennes make Grigorij Sjajn.
Asteroiden har en diameter på ungefär 9 kilometer.